# Peklenska pomaranča (film)
Peklenska pomaranča (izvirni naslov A Clockwork Orange) je filmska adaptacija romana z istim imenom, pisatelja Anthonyja Burgessa. Filmsko različico je napisal, sproduciral in režiral Stanley Kubrick. Glavnega junaka, delikventnega psihopata  Alexa, igra Malcom McDowell.